# Качапа

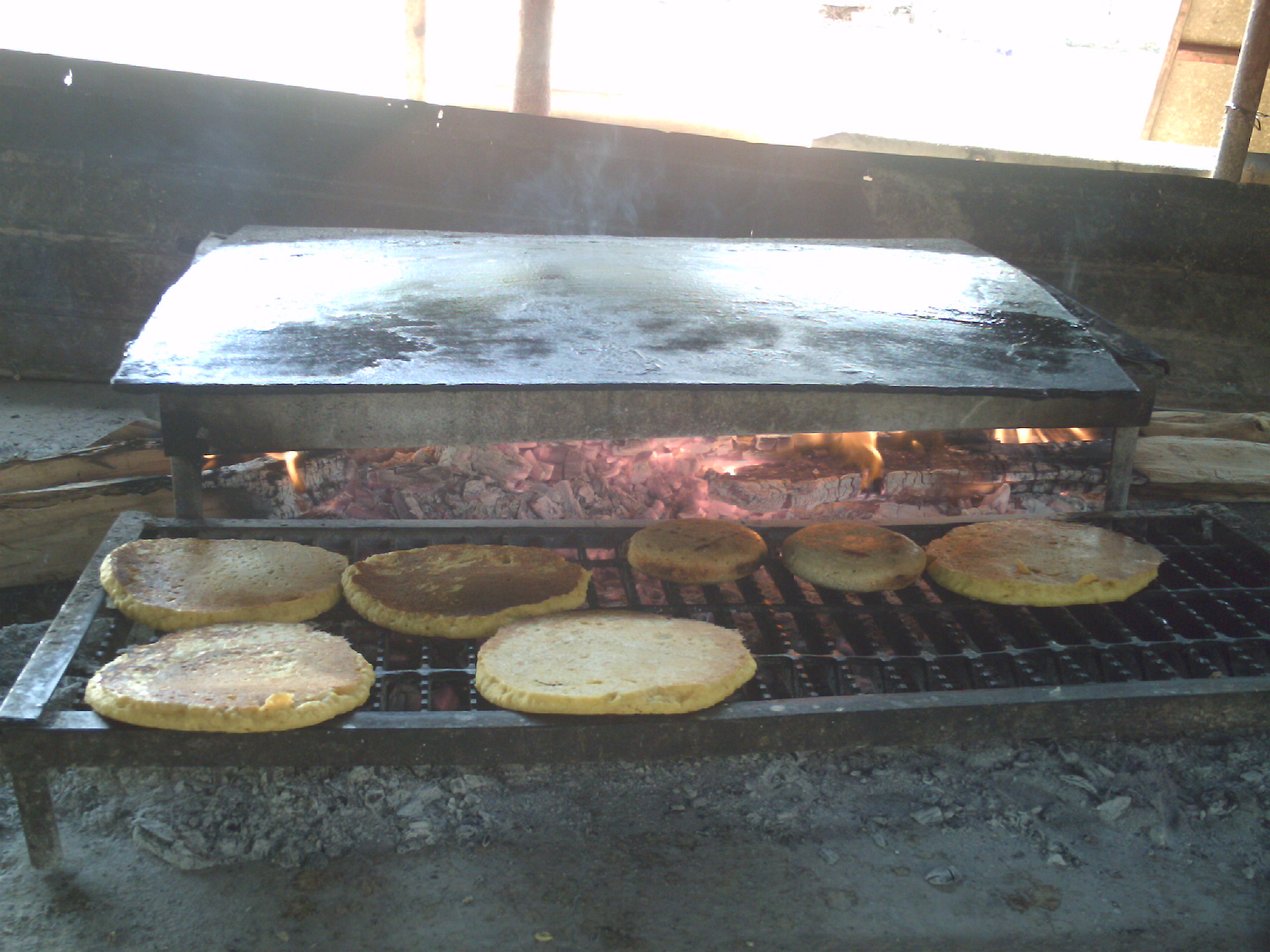
Качапа

Кача́па (исп. cachapa) — традиционное венесуэльское блюдо, приготовляемое из кукурузы. Как и арепа, качапа популярна в придорожных торговых точках. Качапы делают подобно блинам из свежего кукурузного теста  или заворачивают в сухие кукурузные листья и отваривают (cachapa de hoja). Сорта кукурузы, выращиваемые в Венесуэле, богаты крахмалом, зёрна очень сочные, и для замешивания теста фактически не требуется муки и молока  Поэтому большинство обычных разновидностей качапа делают из свежей кукурузы, которую размалывают и делают густое тесто, затем пекут на budare (круглая плита из глины или металла), наподобие блинов; качапа слегка толще и комковатее обычных блинов из-за кусочков кукурузных зёрен. В некоторых рецептах вместо свежей кукурузы допускается использование консервированной .
Качапы едят с кесо де мано (мягкий сыр ручной выработки, подобный моцарелле), а также с жареной свининой (чичаррон) в качестве гарнира. Качапы могут содержать в качестве начинки различные сорта сыра, молочный крем или джем. Употребляют в пищу в качестве закуски или основного блюда, в зависимости от размера.
В Коста-Рике качапы делают более сладкими и называют Chorreadas .
Качапы едят как самостоятельное блюдо, так и с жареной свининой в качестве гарнира. Рецепт очень простой:
3 чашки кукурузных зерен (свежих или оттаявших замороженных)
1/4 чашки кукурузной муки
1/2 чашки тертого сыра моцарелла
Соль и перец
С помощью блендера размельчите кукурузные зерна, добавьте соль и перец. Затем всыпьте муку и продолжайте взбивать массу до однородной консистенции. На горячую сковороду налейте растительного масла и выкладывайте ложкой небольшие блинчики. Обжаривайте с каждой стороны по 3—5 минут до золотистой корочки, затем посыпьте сверху моцареллой и подождите, пока сыр расплавится. Сложите каждый блинчик пополам, закрывая сыр, и наслаждайтесь!